# Leda: La fantástica aventura de Yohko
Leda: La fantástica aventura de Yohko (幻夢 戦 記 レ ダ, Genmu Senki Leda ) es una película de anime directo a video estrenada en Japón el 1 de marzo de 1985. También se estrenó en cines el 21 de diciembre de 1985.
La historia es la de Yoko Asagiri, quien descubre que la canción de amor que escribió actuó como un puente que la transportó a un mundo alternativo fantástico llamado "Ashanti". Allí, el gobernante de ese mundo quiere su canción para poder usarla para abrir una puerta al mundo de Yoko y conquistarlo con sus ejércitos. Usando los artefactos dejados por la legendaria guerrera Leda que profetizó su llegada, Yoko y sus nuevos amigos deben detener la ambición del tirano y devolver ambos mundos a su equilibrio.

## Historia
Yoko Asagiri compone una sonata para piano para mostrar su amor por un joven. Mientras escucha la canción en un walkman, pasa a su lado, pero no tiene el valor de confesar. Luego es transportada a un mundo fantástico. Allí conoce a un perro que habla. Mientras habla con el perro, ve en el cielo un reflejo de su mundo. Luego descubre que puede transportarse entre los mundos mientras escucha la canción. Entonces su walkman es robado por hombres extraños montados en criaturas mecánicas que la atacan. Luego, Yoko se transforma en un poderosa guerrera que empuña una espada y los derrota.
Conocen a una joven llamada Yoni que le explica el castillo flotante, Garuba, cercano está gobernado por Zell, un hombre malvado que usa el poder de Leda para el mal. Quiere abrir un portal al mundo de Noa (tierra) para conquistarlo. Yoni la lleva a un robot gigante llamado Armor of Leda que puede transformarse en una nave llamada Wings of Leda. Las torres flotantes de Zell atacan y el robot gigante de Yoni, Rubber Star, es destruido durante la batalla. Yoni y Yoko luego vuelan al castillo de Zell. Se enfrentan a Zell, que erige un campo de fuerza que separa a Yoko de sus amigos. Zell le dice que quiere ir al mundo Noa porque el que gobierna esta muriendo y es mejor invadir nuevas tierras que intentar salvar el mundo que gobierna.
Zell captura a sus amigos y pone a Yoko un encantamiento para controlar la máquina del portal. Allí, Yoko sueña con salir con el joven. En lugar de pasar junto a él, empezó a hablar con él. Ella logra romper el hechizo, rescata a sus amigos y la máquina se sobrecarga y estalla, Zell enfurecido, se lanza hacia Yoko. Ella lo apuñala, matándolo. Mientras el castillo es destruido, Yoko y sus amigos escapan. Yoko luego regresa a su mundo justo al momento de irse, ella ve al joven y corre tras él para hablarle.

## Actores de voz
- Hiromi Tsuru - Asagiri Yōko
- Kei Tomiyama - Ringamu
- Chika Sakamoto - Yoni
- Shuichi Ikeda - Zell
- Mahito Tsujimura - Chizamu
- Naoko Watanabe - Omuka
- Kōji Totani -Soldado A
- Kōzō Shioya - Soldado B

## Producción
- Directora: Kunihiko Yuyama
- Guion: Junki Takegami, Kunihiko Yuyama
- Concepto original: Kaname Production
- Diseño de personajes: Mutsumi Inomata
- Director de arte: Tadami Shimokawa
- Diseño mecánico: Takahiro Toyomasu
- Director de sonido: Noriyoshi Matsuura
- Director de fotografía: Shigerou Sugimura
- Coordinador de animación: Yōsei Morino